# Reliquaire de Brescia

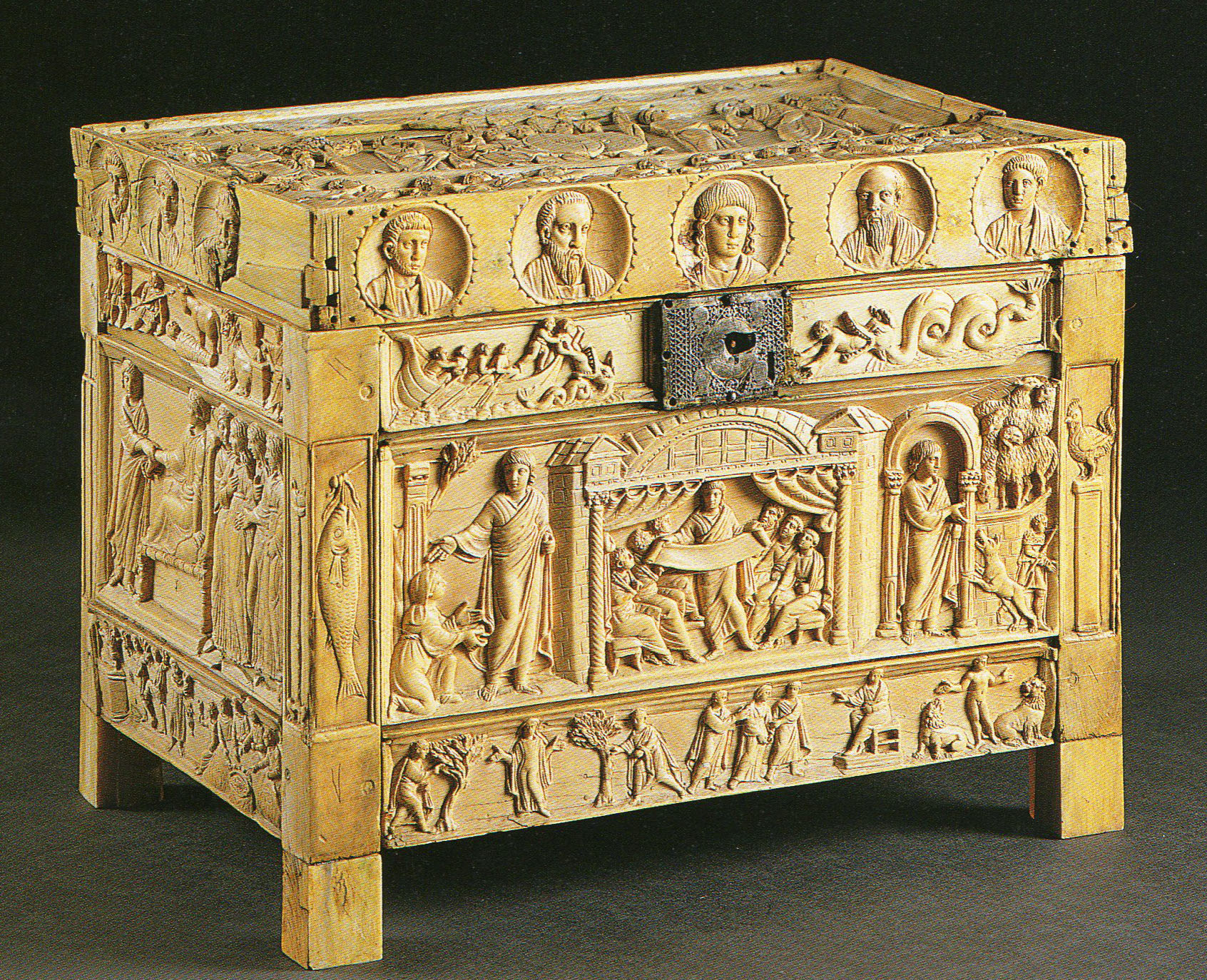
La lipsanothèque de Brescia

Le reliquaire de Brescia, appelé aussi lipsanothèque de Brescia, est un coffret en ivoire, entièrement décoré de scènes bibliques. C'est un monument important de l'art paléochrétien de l'Italie du Nord. Il est conservé au Museo di Santa Giulia à Brescia, en Lombardie.

## Description
Le reliquaire a la forme d'un coffret muni d'une serrure en argent. Ce coffret n'était pas destiné à l'origine à la fonction de reliquaire, qui ne lui a été donnée qu'au cours du Moyen Âge. À l'origine, il devait servir à garder des objets précieux tels que des bijoux. Il mesure 32 cm de large, 25 cm de profondeur et 22 cm de haut.
L'importance de l'objet tient au décor qui orne les parois et le couvercle du coffret. Il s'agit de trente-cinq scènes bibliques, tirées de l'Ancien et du Nouveau Testament.

## Datation et origine
Le reliquaire a été daté par Richard Delbrück du premier quart du IVe siècle. Cette datation repose sur l'examen stylistique des chevelures des personnages, sur les épisèmes des boucliers et sur une comparaison avec l'iconographie des œuvres peintes et sculptées au IIIe et IVe siècles. Le coffret a été réalisé dans un atelier d'Italie du Nord, sans doute à Milan.
Aujourd'hui, on donne généralement au coffret une datation un peu plus tardive, vers la fin du IVe siècle, à partir des recherches de Carolyn Joslin Watson.

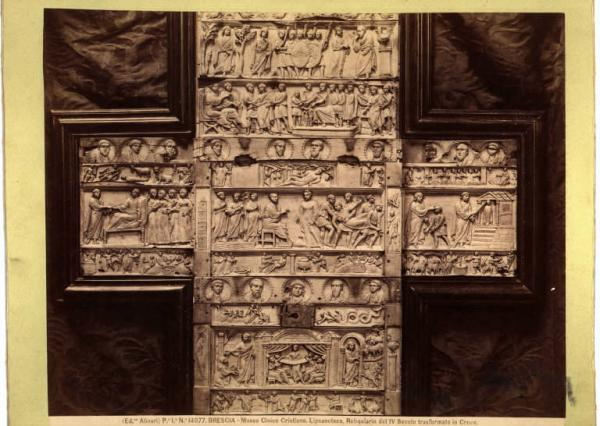
Les plaques d'ivoire avant le remontage du coffret en 1928.

## Histoire
La serrure est rajoutée au VIIIe siècle. Le coffret entre dans le trésor du monastère de Santa Giulia à une date inconnue, mais probablement très ancienne. En 1798, à la suppression du monastère, le reliquaire, comme d'autres pièces du trésor, est transféré à la bibliothèque Quérinienne (it) ; en 1882, il entre dans les collections du Museo dell'Era Cristiana. Pendant cette période, mais à une date inconnue, le coffret est démonté et les plaques sont présentées à plat dans une disposition cruciforme. Le coffret est remonté et restauré en 1928.
En 1999, le reliquaire retrouve sa place dans le site de Santa Giulia, où il est exposé dans la salle inférieure de l'église de Santa Maria in Solario (it).